# Cesare Michieli
Cesare Michieli (Campolongo al Torre, 6 settembre 1838 – Cervignano del Friuli, 19 ottobre 1889) è stato un patriota italiano.

## Biografia
Nacque a Campolongo al Torre, piccolo paese di campagna del Friuli, allora austriaco, quartogenito di Tomaso e Giuseppina Zuccari. La famiglia Michieli, cui nel periodo apparteneva il territorio di Campolongo, era stata insignita nel 1745 dalla Repubblica veneta, del titolo comitale e che coltivava sentimenti di italianità. Il giovane Cesare studiò al liceo classico di Udine, allora appartenente al Regno d'Italia e la facoltà di scienze fisiche presso l'università di Padova, dove conobbe altri giovani provenienti dalle province in possesso austriaco, tra i quali Ippolito Nievo. 
Nel 1860, partì Pavia, dove era passato a frequentare la facoltà di ingegneria, e assieme ad altri studenti raggiunse Genova per unirsi alla spedizione dei Mille di Giuseppe Garibaldi. Venne imbarcato sul Lombardo al comando di Nino Bixio e dopo lo sbarco a Marsala si distinse subito nella battaglia di Calatafimi, nella quale, in seguito alla morte del capitano, aveva preso il comando della compagnia. Entrò a Palermo tra i primi, insieme a sessanta studenti di Pavia; fu ferito ad una mano nella battaglia di Milazzo ed entro la fine della spedizione aveva ottenuto il grado di luogotenente.
Dopo l'esperienza garibaldina si spostò a Parma, dove si laureò in ingegneria. Nel 1863 gli venne riconosciuta la cittadinanza italiana, potendo in tal modo rientrare a Campolongo senza essere perseguitato dalle autorità austriache.
Nel 1866 prese parte alla terza guerra di indipendenza, combattendo sempre con Garibaldi in Trentino e ottenendo promozioni sul campo e una medaglia d'argento al valor militare.
Nel 1877 sposò Emilia Ursula Carolina Marizza, dalla quale ebbe tre figli. Nel 1882 si trasferì dalla casa familiare di Campolongo a Cervignano del Friuli, dove rimase fino alla morte nel 1889, in un edificio oggi sede di una caserma dei carabinieri, sul quale è stata apposta una targa in sua memoria.